# 李喬崑
李喬崑（？—1644年），字孕厚，陝西高陵縣人。明朝政治人物。

## 生平
天啓元年（1621年）辛酉科舉人，五年（1625年）乙丑科進士，官山西洪洞縣知縣。縣中姓李者眾多，有人手持族譜來拉關係，為李喬崑謝絕。调東光縣，历升真定府知府。李自成大軍破城，授其官職，李喬崑遙對北京方向跪拜，自殺殉國。